# Lista odcinków serialu Biuro
Lista odcinków serialu Biuro – lista odcinków serialu Biuro emitowanego przez amerykańską stację telewizyjną NBC od 24 marca 2005 r. W Polsce był emitowany przez n w usłudze VOD oraz w Comedy Central.
| Seria | Seria | Liczba odcinków | Czas emisji                      |
| ----- | ----- | --------------- | -------------------------------- |
|       | 1     | 1–6 (6)         | 24 marca 2005 – 26 kwietnia 2005 |
|       | 2     | 7–28 (22)       | 20 września 2005 – 11 maja 2006  |
|       | 3     | 29–53 (25)      | 21 września 2006 – 17 maja 2007  |
|       | 4     | 54–72 (19)      | 27 września 2007 – 15 maja 2008  |
|       | 5     | 73–100 (28)     | 25 września 2008 – 14 maja 2009  |
|       | 6     | 101–126 (26)    | 17 września 2009 – 20 maja 2010  |
|       | 7     | 127–152 (26)    | 23 września 2010 – 19 maja 2011  |
|       | 8     | 153–176 (24)    | 22 września 2011 – 10 maja 2012  |
|       | 9     | 177–201 (25)    | 20 września 2012 – 16 maja 2013  |

## Seria 1 (2005)[1][2]
| 1 | „Pilot”         | "Pilot"                  | Ken Kwapis      | Ricky Gervais, Stephen Merchant, Greg Daniels | 24 marca 2005    |
| Grubiański dyrektor regionalny przyjmuje ekipę filmową, która ma dokumentować pracę w oddziale firmy Dunder Mifflin. Tymczasem nad biurem unosi się widmo redukcji. |                 |                          |                 |                                               |                  |
| 2 | „Diversity Day” | "Dzień tolerancji"       | Ken Kwapis      | B. J. Novak                                   | 29 marca 2005    |
| Po otrzymaniu skargi na powtarzające się niestosowne żarty Michael organizuje szkolenie z zakresu tolerancji.                                                       |                 |                          |                 |                                               |                  |
| 3 | „Health Care”   | "Pakiet ubezpieczeniowy" | Ken Whittingham | Paul Lieberstein                              | 5 kwietnia 2005  |
| Firma tnie wydatki na opiekę zdrowotną, co oznacza gorsze pakiety medyczne pracowników. Michael wysyła Dwighta, aby przekazał im tę wiadomość.                      |                 |                          |                 |                                               |                  |
| 4 | „The Alliance”  | "Sojusz"                 | Bryan Gordon    | Michael Schur                                 | 12 kwietnia 2005 |
| Po biurze wciąż krążą plotki o redukcji etatów, więc Dwight proponuje Jimowi sojusz, który ma zapewnić im przetrwanie.                                              |                 |                          |                 |                                               |                  |
| 5 | „Basketball”    | "Koszykówka"             | Greg Daniels    | Greg Daniels                                  | 19 kwietnia 2005 |
| Michael postanawia zorganizować mecz koszykówki między pracownikami biura i magazynu. Kapitanem jego drużyny marzeń zostaje jedyny czarny pracownik.                |                 |                          |                 |                                               |                  |
| 6 | „Hot Girl”      | "Gorąca dziewczyna"      | Amy Heckerling  | Mindy Kaling                                  | 26 kwietnia 2005 |
| Gdy w biurze pojawia się atrakcyjna akwizytorka, Michael dostrzega szansę na gorący romans.                                                                         |                 |                          |                 |                                               |                  |

## Seria 2 (2005–2006)[3][2]
| 1 (7) | „The Dundies”                    | "Gala wręczenia nagród"    | Greg Daniels      | Mindy Kaling                   | 20 września 2005     |
| Gdy okazuje się, że korporacja nie sfinansuje dorocznej ceremonii wręczenia nagród, Michael jest zmuszony zorganizować imprezę w wersji budżetowej.                        |                                  |                            |                   |                                |                      |
| 2 (8) | „Sexual Harassment”              | "Molestowanie"             | Ken Kwapis        | B. J. Novak                    | 27 września 2005     |
| Gdy dział kadr postanawia zaostrzyć politykę wobec molestowania, Michael musi zaprzestać rozsyłania niestosownych e-maili do pracowników.                                  |                                  |                            |                   |                                |                      |
| 3 (9) | „Office Olympics”                | "Olimpiada biurowa"        | Paul Feig         | Michael Schur                  | 4 października 2005  |
| Michael i Dwight opuszczają biuro pod pretekstem celów służbowych, aby podpisać umowę na dom, a Jim i Pam organizują pierwszą Olimpiadę Biurową w historii Dunder Mifflin. |                                  |                            |                   |                                |                      |
| 4 (10) | „The Fire”                       | "Pożar"                    | Ken Kwapis        | B. J. Novak                    | 11 października 2005 |
| Aby zabić czas podczas nieplanowanych ćwiczeń przeciwpożarowych, Jim organizuje gry w „Bezludną wyspę”, „Co byście zrobili?” i „Co byście woleli?”.                        |                                  |                            |                   |                                |                      |
| 5 (11) | „Halloween”                      | "Halloween”                | Paul Feig         | Greg Daniels                   | 18 października 2005 |
| Przyglądając się pracownikom, którzy przygotowują się do imprezy z okazji Halloween, Michael rozważa, kogo należałoby zwolnić.                                             |                                  |                            |                   |                                |                      |
| 6 (12) | „The Fight”                      | "Pojedynek"                | Ken Kwapis        | Gene Stupnitsky, Lee Eisenberg | 1 listopada 2005     |
| Gdy Dwight, posiadacz fioletowego pasa w karate, przypadkowo pokonuje Michaela podczas biurowych wygłupów, szef żąda rewanżu na oczach pracowników.                        |                                  |                            |                   |                                |                      |
| 7 (13) | „The Client”                     | "Klient"                   | Greg Daniels      | Paul Lieberstein               | 8 listopada 2005     |
| Michael przekonuje Jan, że restauracja Chili to najlepsze miejsce, aby zdobyć ważnego klienta.                                                                             |                                  |                            |                   |                                |                      |
| 8 (14) | „Performance Review”             | "Ocena wyników"            | Paul Feig         | Larry Wilmore                  | 15 listopada 2005    |
| Nadchodzi czas dorocznego podsumowania wyników, ale Michael zamiast poświęcić uwagę pracownikom, prosi ich o opinię na temat jego „związku” z Jan.                         |                                  |                            |                   |                                |                      |
| 9 (15) | „E-mail Surveillance”            | "Inwigilacja"              | Paul Feig         | Jennifer Celotta               | 22 listopada 2005    |
| Przeglądając e-maile pracowników, Michael dowiaduje się, że nie został zaproszony na grilla, którego organizuje Jim.                                                       |                                  |                            |                   |                                |                      |
| 10 (16) | „Christmas Party”                | "Impreza świąteczna"       | Charles McDougall | Michael Schur                  | 6 grudnia 2005       |
| Wzbogacony o pokaźną premię Michael organizuje przyjęcie świąteczne. Jim zastanawia się nad idealnym prezentem gwiazdkowym dla Pam.                                        |                                  |                            |                   |                                |                      |
| 11 (17) | „Booze Cruise”                   | "Alkorejs"                 | Ken Kwapis        | Greg Daniels                   | 5 stycznia 2006      |
| "Aby podnieść morale pracowników, Michael zabiera ich w "alkorejs" w ramach szkolenia z umiejętności przywódczych.                                                         |                                  |                            |                   |                                |                      |
| 12 (18) | „The Injury”                     | "Obrażenia"                | Bryan Gordon      | Mindy Kaling                   | 12 stycznia 2006     |
| Gdy Michael dostaje poparzenia stopy w bezprecedensowym wypadku z udziałem grilla elektrycznego, pracownicy muszą spełniać jego polecenia i zachcianki.                    |                                  |                            |                   |                                |                      |
| 13 (19) | „The Secret”                     | "Tajemnica"                | Dennie Gordon     | Lee Eisenberg, Gene Stupnitsky | 19 stycznia 2006     |
| W obawie przed tym, że grubiański szef ujawni jego uczucia wobec Pam, Jim zgadza się pójść z Michaelem na lunch, podczas którego jest świadkiem żenujących scen.           |                                  |                            |                   |                                |                      |
| 14 (20) | „The Carpet”                     | "Wykładzina"               | Victor Nelli, Jr. | Paul Lieberstein               | 26 stycznia 2006     |
| W biurze Michaela panuje okropny smród, więc szef tymczasowo zajmuje biurko Jima, co skłania go do wspominania dawnych lat.                                                |                                  |                            |                   |                                |                      |
| 15 (21) | „Boys and Girls”                 | "Chłopaki i dziewczyny     | Dennie Gordon     | B. J. Novak                    | 2 lutego 2006        |
| Jan prowadzi w biurze spotkanie dla pracowniczek, więc zazdrosny Michael organizuje zebranie wyłącznie dla mężczyzn.                                                       |                                  |                            |                   |                                |                      |
| 16 (22) | „Valentine’s Day”                | "Walentynki"               | Greg Daniels      | Michael Schur                  | 9 lutego 2006        |
| Wyjazd Michaela i Jan do Nowego Jorku na odbywające się w walentynki spotkanie firmowe podsyca plotki, że między nimi coś może być na rzeczy.                              |                                  |                            |                   |                                |                      |
| 17 (23) | „Dwight’s Speech”                | "Przemówienie Dwighta"     | Charles McDougall | Paul Lieberstein               | 2 marca 2006         |
| Okrzyknięty Sprzedawcą Roku Dwight musi okiełznać lęk przed wystąpieniami publicznymi. Pam ogłasza, że ustalili z Royem datę ślubu.                                        |                                  |                            |                   |                                |                      |
| 18 (24) | „Take Your Daughter to Work Day” | "Dzień otwarty dla dzieci" | Victor Nelli, Jr. | Mindy Kaling                   | 16 marca 2006        |
| Dzień otwarty dla dzieci pracowników przynosi Michaelowi multum okazji do popełniania gafy za gafą.                                                                        |                                  |                            |                   |                                |                      |
| 19 (25) | „Michael’s Birthday”             | "Urodziny Michaela"        | Ken Whittingham   | Gene Stupnitsky, Lee Eisenberg | 30 marca 2006        |
| Podejrzenie raka skóry u Kevina wywołuje minorowe nastroje w biurze, ale nie może zepsuć urodzin Michaela, który zabiera podwładnych na lodowisko.                         |                                  |                            |                   |                                |                      |
| 20 (26) | „Drug Testing”                   | "Testy Narkotykowe"        | Greg Daniels      | Jennifer Celotta               | 27 kwietnia 2006     |
| Po znalezieniu niedopałka skręta Dwight wszczyna śledztwo w celu ustalenia sprawcy. W uznaniu za zasługi zostaje mianowany kierownikiem ochrony biura.                     |                                  |                            |                   |                                |                      |
| 21 (27) | „Conflict Resolution”            | "Rozwiązywanie konfliktów" | Charles McDougall | Greg Daniels                   | 4 maja 2006          |
| Michael przejmuje od Toby'ego rolę mediatora, ale jego konfrontacyjne podejście do rozwiązywania konfliktów biurowych nie poprawia sytuacji.                               |                                  |                            |                   |                                |                      |
| 22 (28) | „Casino Night”                   | "Wieczór w kasynie"        | Ken Kwapis        | Steve Carell                   | 11 maja 2006         |
| Michael pakuje się w niezręczny trójkąt miłosny, gdy jego szefowa Jan i agentka nieruchomości Carole przyjmują zaproszenie na wieczór w kasynie.                           |                                  |                            |                   |                                |                      |

## Seria 3 (2006–2007)[4][2]
| 1 (29) | „Gay Witch Hunt”               | "Polowanie na gejów"          | Ken Kwapis      | Greg Daniels                                  | 21 września 2006     |
| Jim stara się przywyknąć do awansu i życia z dala od Pam. W Scranton Michael i Dwight łączą siły, aby zidentyfikować zatrudnione w biurze osoby homoseksualne.          |                                |                               |                 |                                               |                      |
| 2 (30) | „The Convention”               | "Konwencja"                   | Ken Whittingham | Gene Stupnitsky, Lee Eisenberg                | 28 września 2006     |
| Podczas konwencji branżowej Michael, Dwight i Jim urządzają szaloną imprezę w hotelu. Pam przygotowuje się do pierwszej randki od czasu rozstania z Royem.              |                                |                               |                 |                                               |                      |
| 3 (31) | „The Coup”                     | "Przewrót"                    | Greg Daniels    | Paul Lieberstein                              | 5 października 2006  |
| Michael organizuje w biurze filmowy poniedziałek, a Jan irytuje się, że nikt nie pracuje. Dwight potajemnie rozmawia z Jan na temat przejęcia stanowiska Michaela.      |                                |                               |                 |                                               |                      |
| 4 (32) | „Grief Counseling”             | "Smutek nie jest zły"         | Roger Nygard    | Jennifer Celotta                              | 12 października 2006 |
| Michael szuka sposobu, aby godnie uczcić pamięć o swoim mentorze. Jim otrzymuje od szefa więcej obowiązków, co nie podoba się jego współpracownikom.                    |                                |                               |                 |                                               |                      |
| 5 (33) | „Initiation”                   | "Inicjacja                    | Randall Einhorn | B. J. Novak                                   | 19 października 2006 |
| Dwight zabiera Ryana na rodzinną farmę, aby udzielić mu lekcji na temat sprzedaży. Michael i Stanley dzielnie stoją w kolejce po darmową przekąskę.                     |                                |                               |                 |                                               |                      |
| 6 (34) | „Diwali”                       | "Diwali"                      | Miguel Arteta   | Mindy Kaling                                  | 2 listopada 2006     |
| Na zaproszenie Kelly pracownicy biura biorą udział w obchodach hinduistycznego święta światła. Michael wykorzystuje okazję, aby zadać komuś bardzo ważne pytanie.       |                                |                               |                 |                                               |                      |
| 7 (35) | „Branch Closing”               | "Zamknięcie oddziału"         | Tucker Gates    | Michael Schur                                 | 9 listopada 2006     |
| W biurze zaczynają panować minorowe nastroje, gdy Jan informuje Michaela, że zarząd Dunder Mifflin planuje zamknięcie oddziału w Scranton.                              |                                |                               |                 |                                               |                      |
| 8 (36) | „The Merger”                   | "Fuzja"                       | Ken Whittingham | Brent Forrester                               | 16 listopada 2006    |
| Po połączeniu zespołów ze Stamford i Scranton Pam i Jim znów pracują w jednym biurze. Michael przygotowuje specjalny film powitalny.                                    |                                |                               |                 |                                               |                      |
| 9 (37) | „The Convict”                  | "Skazaniec"                   | Jeffrey Blitz   | Ricky Gervais, Stephen Merchant               | 30 listopada 2006    |
| Michael podejrzewa, że wśród pracowników, którzy przeszli do biura ze Stamford, jest były skazaniec. Andy prosi Jima o radę, jak poderwać Pam.                          |                                |                               |                 |                                               |                      |
| 10 (38) | „A Benihana Christmas” część 1 | "Impreza w Benihanie" część 1 | Harold Ramis    | Jennifer Celotta                              | 14 grudnia 2006      |
| Michael robi dla Carol specjalną kartkę z życzeniami świątecznymi. Angela, Pam i Karen nie mogą się dogadać w sprawie dorocznej bożonarodzeniowej imprezy.              |                                |                               |                 |                                               |                      |
| 11 (39) | „A Benihana Christmas” część 2 | Impreza w Benihanie" część 2  | Harold Ramis    | Jennifer Celotta                              | 14 grudnia 2006      |
| Cd. |                                |                               |                 |                                               |                      |
| 12 (40) | „Back from Vacation”           | "Powrót z urlopu"             | Julian Farino   | Justin Spitzer                                | 4 stycznia 2007      |
| Gdy Karen wprowadza się tuż obok Jima, dochodzi między nimi do sprzeczki. Michael chwali się zdjęciami z wycieczki na Jamajkę, ale przez przypadek pokazuje zbyt wiele. |                                |                               |                 |                                               |                      |
| 13 (41) | „Traveling Salesmen”           | "Sprzedawcy terenowi"         | Greg Daniels    | Michael Schur, Lee Eisenberg, Gene Stupnitsky | 11 stycznia 2007     |
| Jim i Dwight są zmuszeni współpracować, gdy Michael zarządza dzień sprzedaży w terenie. Partnerem Michaela zostaje Andy.                                                |                                |                               |                 |                                               |                      |
| 14 (42) | „The Return”                   | "Powrót"                      | Greg Daniels    | Michael Schur, Lee Eisenberg, Gene Stupnitsky | 18 stycznia 2007     |
| Andy stara się zostać zastępcą Michaela i irytuje wszystkich, a najbardziej Jima. Komitet organizacyjny imprezy przygotowuje się na powrót Oscara.                      |                                |                               |                 |                                               |                      |
| 15 (43) | „Ben Franklin”                 | "Ben Franklin"                | Randall Einhorn | Mindy Kaling                                  | 1 lutego 2007        |
| Michael organizuje pracownikom nieco rozrywki dla dorosłych, aby podkręcić atmosferę przed ślubem Phyllis. Karen chce wiedzieć, czy Pam wciąż czuje coś do Jima.        |                                |                               |                 |                                               |                      |
| 16 (44) | „Phyllis’s Wedding”            | "Ślub Phyllis"                | Ken Whittingham | Caroline Williams                             | 8 lutego 2007        |
| Michael otrzymuje zaszczyt pchania wózka ojca Phyllis podczas jej ślubu. Dwight chce mieć pewność, że nic nie zakłóci ceremonii.                                        |                                |                               |                 |                                               |                      |
| 17 (45) | „Business School”              | "Szkoła biznesu"              | Joss Whedon     | Brent Forrester                               | 15 lutego 2007       |
| Pam odwiedza wystawę sztuki, a Ryan zaprasza Michaela w charakterze gościa specjalnego na kurs biznesowy. W tym czasie w biurze Dwight usiłuje schwytać nietoperza.     |                                |                               |                 |                                               |                      |
| 18 (46) | „Cocktails”                    | "Cocktail party"              | J. J. Abrams    | Paul Lieberstein                              | 22 lutego 2007       |
| Podczas przyjęcia w domu dyrektora finansowego Michael wygaduje się na temat związku z Jan. Pam zachowuje się asertywnie wobec Roya.                                    |                                |                               |                 |                                               |                      |
| 19 (47) | „The Negotiation”              | "Negocjacje"                  | Jeffrey Blitz   | Michael Schur                                 | 5 kwietnia 2007      |
| Rozwścieczony Roy wpada do biura żądny krwi Jima, zostaje jednak niespodziewanie powstrzymany. Darryl negocjuje z Michaelem podwyżkę.                                   |                                |                               |                 |                                               |                      |
| 20 (48) | „Safety Training”              | "Szkolenie BHP"               | Harold Ramis    | B. J. Novak                                   | 12 kwietnia 2007     |
| Nadchodzi dzień szkolenia BHP, więc Michael z pomocą Dwighta chce pokazać wszystkim, że kwestii bezpieczeństwa nie wolno lekceważyć.                                    |                                |                               |                 |                                               |                      |
| 21 (49) | „Product Recall”               | "Wycofanie produktu"          | Randall Einhorn | Justin Spitzer, Brent Forrester               | 26 kwietnia 2007     |
| Gdy do sprzedaży trafia papier z obscenicznym znakiem wodnym, Michael przystępuje do minimalizowania strat i wyznacza Angelę do rozmów ze wściekłymi klientami.         |                                |                               |                 |                                               |                      |
| 22 (50) | „Women’s Appreciation”         | "Docenianie kobiet"           | Tucker Gates    | Gene Stupnitsky, Lee Eisenberg                | 3 maja 2007          |
| Phyllis pada ofiarą ekshibicjonisty, Michael organizuje wyjście dla pracownic, które ma poprawić ich morale. W tym czasie Andy i Dwight ruszają tropem sprawcy.         |                                |                               |                 |                                               |                      |
| 23 (51) | „Beach Games”                  | "Plażowe atrakcje"            | Harold Ramis    | Jennifer Celotta, Greg Daniels                | 10 maja 2007         |
| Michael organizuje wyjazd dla pracowników nad jeziorem, ale zamiast leniwego plażowania czeka ich tam bezwzględne współzawodnictwo w zespołach.                         |                                |                               |                 |                                               |                      |
| 24 (52) | „The Job” część 1              | "Posada" część 1              | Ken Kwapis      | Paul Lieberstein, Michael Schur               | 17 maja 2007         |
| Karen i Jim rozmawiają w sprawie pracy w centrali firmy, chociaż Michael uważa, że ma to stanowisko w kieszeni. Jan chce dostać od Michaela kolejną szansę.             |                                |                               |                 |                                               |                      |
| 25 (53) | „The Job” część 2              | "Posada" część 2              | Ken Kwapis      | Paul Lieberstein, Michael Schur               | 17 maja 2007         |
| Cd. |                                |                               |                 |                                               |                      |

## Seria 4 (2007–2008)[5][2]
| 1 (54) | „Fun Run” część 1                 | "Bieg charytatywny" część 1       | Greg Daniels     | Greg Daniels                       | 27 września 2007     |
| Na terenie firmy dochodzi do wypadku, więc Michael organizuje bieg charytatywny, aby podnieść morale zespołu. Jim i Pam nie chcą już ukrywać łączącej ich miłości.   |                                   |                                   |                  |                                    |                      |
| 2 (55) | „Fun Run” część 2                 | "Bieg charytatywny" część 2       | Greg Daniels     | Greg Daniels                       | 27 września 2007     |
| Cd. |                                   |                                   |                  |                                    |                      |
| 3 (56) | „Dunder Mifflin Infinity” część 1 | "Dunder Mifflin Infinity" część 1 | Craig Zisk       | Michael Schur                      | 4 października 2007  |
| Nowo awansowany Ryan wraca do Scranton. Ogłasza, że firma będzie mieć nową stronę internetową. Wiadomość zostaje chłodno przyjęta.                                   |                                   |                                   |                  |                                    |                      |
| 4 (57) | „Dunder Mifflin Infinity” część 2 | "Dunder Mifflin Infinity" część 2 | Craig Zisk       | Michael Schur                      | 4 października 2007  |
| Cd. |                                   |                                   |                  |                                    |                      |
| 5 (58) | „Launch Party” część 1            | "Przyjęcie otwarcia" część 1      | Ken Whittingham  | Jennifer Celotta                   | 11 października 2007 |
| Dwight próbuje sprzedać więcej niż firmowa strona internetowa. Michael mści się za brak zaproszenia do Nowego Jorku na przyjęcie z okazji uruchomienia strony.       |                                   |                                   |                  |                                    |                      |
| 6 (59) | „Launch Party” część 2            | "Przyjęcie otwarcia" część 2      | Ken Whittingham  | Jennifer Celotta                   | 11 października 2007 |
| Cd. |                                   |                                   |                  |                                    |                      |
| 7 (60) | „Money” część 1                   | "Pieniądze" część 1               | Paul Lieberstein | Paul Lieberstein                   | 18 października 2007 |
| Z powodu rozrzutności Jan Michael ma poważne problemy finansowe. Jim i Pam spędzają niezapomnianą noc na farmie Dwighta.                                             |                                   |                                   |                  |                                    |                      |
| 8 (61) | „Money” część 2                   | "Pieniądze" część 2               | Paul Lieberstein | Paul Lieberstein                   | 18 października 2007 |
| Cd. |                                   |                                   |                  |                                    |                      |
| 9 (62) | „Local Ad”                        | "Reklama"                         | Jason Reitman    | B. J. Novak                        | 25 października 2007 |
| Michael wymyśla i reżyseruje reklamę promującą oddział firmy w Scranton. Zrozpaczony Dwight odkrywa tajemnicę Angeli.                                                |                                   |                                   |                  |                                    |                      |
| 10 (63) | „Branch Wars”                     | "Wojny oddziałów"                 | Joss Whedon      | Mindy Kaling                       | 1 listopada 2007     |
| Michael jest wściekły, gdy Karen oferuje Stanleyowi pracę w swoim biurze, więc obmyśla z Dwightem plan, jak się na niej odegrać, i wplątuje w niego Jima.            |                                   |                                   |                  |                                    |                      |
| 11 (64) | „Survivor Man”                    | "Surwiwalista                     | Paul Feig        | Steve Carell                       | 8 listopada 2007     |
| Wyrzucony z odbywającego się w lesie spotkania kierownictwa Michael postanawia sprawdzić się w sztuce przetrwania w pojedynkę.                                       |                                   |                                   |                  |                                    |                      |
| 12 (65) | „The Deposition”                  | "Przesłuchanie"                   | Julian Farino    | Lester Lewis                       | 15 listopada 2007    |
| Jan usiłuje wciągnąć Michaela w fałszywe oskarżenia przeciwko Dunder Mifflin. Pam nie może znieść Kelly, która rozpowiada o pojedynku między Jimem i Darrylem.       |                                   |                                   |                  |                                    |                      |
| 13 (66) | „Dinner Party”                    | "Kolacja"                         | Paul Feig        | Gene Stupnitsky, Lee Eisenberg     | 10 kwietnia 2008     |
| Podczas przyjęcia pracownicy biura przekonują się, że w związku Michaela z Jan nie dzieje się dobrze. Dwight chce wzbudzić zazdrość Angeli, umawiając się na randkę. |                                   |                                   |                  |                                    |                      |
| 14 (67) | „Chair Model”                     | "Modelka z fotela"                | Jeffrey Blitz    | B. J. Novak                        | 17 kwietnia 2008     |
| Dunder Mifflin traci dwa wyznaczone miejsca parkingowe. Michael zadurza się w modelce, co skłania go do przemyślenia związku z Jan.                                  |                                   |                                   |                  |                                    |                      |
| 15 (68) | „Night Out”                       | "Clubbing"                        | Ken Whittingham  | Mindy Kaling                       | 24 kwietnia 2008     |
| Michael, Dwight i Ryan wybierają się na nocną włóczęgę po klubach. Jim chce uchronić pracowników przed pracą w sobotę, ale nie wszystko idzie zgodnie z planem.      |                                   |                                   |                  |                                    |                      |
| 16 (69) | „Did I Stutter?”                  | "Jąkam się?"                      | Randall Einhorn  | Brent Forrester, Justin Spitzer    | 1 maja 2008          |
| Na oczach pracowników Stanley zachowuje się niestosownie wobec Michaela. Dwight kupuje za bezcen używany samochód Andy’ego.                                          |                                   |                                   |                  |                                    |                      |
| 17 (70) | „Job Fair”                        | "Targi pracy"                     | Tucker Gates     | Lee Eisenberg, Gene Stupnitsky     | 8 maja 2008          |
| Michael, Pam, Oscar i Darryl reprezentują firmę na targach pracy organizowanych przez dawną uczelnię Pam. Jim usiłuje ubić złoty interes na polu golfowym.           |                                   |                                   |                  |                                    |                      |
| 18 (71) | „Goodbye, Toby” część 1           | "Żegnaj, Toby" część 1            | Paul Feig        | Jennifer Celotta, Paul Lieberstein | 15 maja 2008         |
| To ostatni dzień Toby’ego w firmie. Michael zakochuje się w jego następczyni. Ułożony przez Jima misterny plan oświadczyn pali na panewce.                           |                                   |                                   |                  |                                    |                      |
| 19 (72) | „Goodbye, Toby” część 2           | "Żegnaj, Toby" część 2            | Paul Feig        | Jennifer Celotta, Paul Lieberstein | 15 maja 2008         |
| Cd. |                                   |                                   |                  |                                    |                      |

## Seria 5 (2008–2009)[6]
| 1 (73) | „Weight Loss” część 1         | "Zawody w chudnięciu" część 1 | Paul Feig                            | Lee Eisenberg, Gene Stupnitsky | 25 września 2008     |
| Firmowe zawody w chudnięciu wywołują w biurze obsesję na punkcie diety. Michael próbuje zaprzyjaźnić się z Holly z działu kadr, a Jim zadaje bardzo ważne pytanie.        |                               |                               |                                      |                                |                      |
| 2 (74) | „Weight Loss” część 2         | "Zawody w chudnięciu" część 2 | Paul Feig                            | Lee Eisenberg, Gene Stupnitsky | 25 września 2008     |
| Pracownicy biura wciąż walczą o nagrodę w firmowym konkursie zrzucania wagi. Jim tęskni za Pam, która wyjechała do Nowego Jorku na kurs projektowania.                    |                               |                               |                                      |                                |                      |
| 3 (75) | „Business Ethics”             | "Etyka biznesowa"             | Jeffrey Blitz                        | Ryan Koh                       | 9 października 2008  |
| Zorganizowane przez Holly szkolenie z etyki w biznesie wymyka się spod kontroli, gdy Michael prosi pracowników o podanie z życia wziętych przykładów nieetycznych zagrań. |                               |                               |                                      |                                |                      |
| 4 (76) | „Baby Shower”                 | "Bociankowe"                  | Greg Daniels                         | Aaron Shure                    | 16 października 2008 |
| Michael przygotowuje się na przyjście na świat dziecka, omawiając z Dwightem różne scenariusze porodu, i uprzedza Holly, że dla dobra Jan będzie udawać, że jej nie lubi. |                               |                               |                                      |                                |                      |
| 5 (77) | „Crime Aid”                   | "Prze-moc"                    | Jennifer Celotta                     | Charlie Grandy                 | 23 października 2008 |
| Wieczorna randka Michaela i Holly wcześnie się zaczyna. Biuro zostaje okradzione. Michael prowadzi aukcję, której celem jest zbiórka funduszy na skradzione rzeczy.       |                               |                               |                                      |                                |                      |
| 6 (78) | „Employee Transfer”           | "Przenosiny"                  | David Rogers                         | Anthony Q. Farrell             | 30 października 2008 |
| Pam jako jedyna przebiera się z okazji Halloween. Po otrzymaniu wstrząsającej wiadomości z firmy Holly i Michael wyjeżdżają w daleką podróż.                              |                               |                               |                                      |                                |                      |
| 7 (79) | „Customer Survey”             | "Recenzje klientów"           | Stephen Merchant                     | Lester Lewis                   | 6 listopada 2008     |
| Dwight i Jim są zszokowani wynikami dorocznego badania klientów. Dzięki technologii Bluetooth Pam i Jim nie rozstają się ani na moment.                                   |                               |                               |                                      |                                |                      |
| 8 (80) | „Business Trip”               | "Podróż służbowa"             | Randall Einhorn                      | Brent Forrester                | 13 listopada 2008    |
| Michael jest podekscytowany wyjazdem służbowym. Andy i Oscar nieoczekiwanie zaprzyjaźniają się podczas delegacji.                                                         |                               |                               |                                      |                                |                      |
| 9 (81) | „Frame Toby”                  | "Wrobić Toby'ego"             | Jason Reitman                        | Mindy Kaling                   | 20 listopada 2008    |
| Ktoś okropnie pobrudził kuchenkę mikrofalową i nie zamierza jej umyć. Michael zauważa, że zmiany w jego zespole zaszły bez jego wiedzy.                                   |                               |                               |                                      |                                |                      |
| 10 (82) | „The Surplus”                 | "Nadwyżka"                    | Paul Feig                            | Gene Stupnitsky, Lee Eisenberg | 4 grudnia 2008       |
| Gdy okazuje się, że biuro musi wydać ponad 4000 dolarów nadwyżki, bo inaczej pieniądze przepadną, pracownicy prześcigają się w przekonywaniu Michaela do swoich pomysłów. |                               |                               |                                      |                                |                      |
| 11 (83) | „Moroccan Christmas”          | Paul Feig                     | Justin Spitzer                       | 11 grudnia 2008                |                      |
| 12 (84) | „The Duel”                    | Dean Holland                  | Jennifer Celotta                     | 15 stycznia 2009               |                      |
| 13 (85) | „Prince Family Paper”         | Asaad Kelada                  | B. J. Novak                          | 22 stycznia 2009               |                      |
| 14 (86) | „Stress Relief” część 1       | Jeffrey Blitz                 | Paul Lieberstein                     | 1 lutego 2009                  |                      |
| 15 (87) | „Stress Relief” część 2       | Jeffrey Blitz                 | Paul Lieberstein                     | 1 lutego 2009                  |                      |
| 16 (88) | „Lecture Circuit” część 1     | Ken Kwapis                    | Mindy Kaling                         | 5 lutego 2009                  |                      |
| 17 (89) | „Lecture Circuit” część 2     | Ken Kwapis                    | Mindy Kaling                         | 12 lutego 2009                 |                      |
| 18 (90) | „Blood Drive”                 | Randall Einhorn               | Brent Forrester                      | 5 marca 2009                   |                      |
| 19 (91) | „Golden Ticket”               | Randall Einhorn               | Mindy Kaling                         | 12 marca 2009                  |                      |
| 20 (92) | „New Boss”                    | Paul Feig                     | Lee Eisenberg, Gene Stupnitsky       | 19 marca 2009                  |                      |
| 21 (93) | „Two Weeks”                   | Paul Lieberstein              | Aaron Shure                          | 26 marca 2009                  |                      |
| 22 (94) | „Dream Team”                  | Paul Feig                     | B. J. Novak                          | 9 kwietnia 2009                |                      |
| 23 (95) | „Michael Scott Paper Company” | Gene Stupnitsky               | Justin Spitzer                       | 9 kwietnia 2009                |                      |
| 24 (96) | „Heavy Competition”           | Ken Whittingham               | Ryan Koh                             | 16 kwietnia 2009               |                      |
| 25 (97) | „Broke”                       | Steve Carell                  | Charlie Grandy                       | 23 kwietnia 2009               |                      |
| 26 (98) | „Casual Friday”               | Brent Forrester               | Anthony Q. Farrell                   | 30 kwietnia 2009               |                      |
| 27 (99) | „Cafe Disco”                  | Randall Einhorn               | Warren Lieberstein, Halsted Sullivan | 7 maja 2009                    |                      |
| 28 (100) | „Company Picnic”              | Ken Kwapis                    | Jennifer Celotta, Paul Lieberstein   | 14 maja 2009                   |                      |

## Seria 6 (2009–2010)[7]
| Nr       | Tytuł                  | Reżyseria         | Scenariusz                           | Premiera             |
| -------- | ---------------------- | ----------------- | ------------------------------------ | -------------------- |
| 1 (101)  | „Gossip”               | Paul Lieberstein  | Paul Lieberstein                     | 17 września 2009     |
| 2 (102)  | „The Meeting”          | Randall Einhorn   | Aaron Shure                          | 24 września 2009     |
| 3 (103)  | „The Promotion”        | Jennifer Celotta  | Jennifer Celotta                     | 1 października 2009  |
| 4 (104)  | „Niagara” część 1      | Paul Feig         | Mindy Kaling, Greg Daniels           | 8 października 2009  |
| 5 (105)  | „Niagara” część 2      | Paul Feig         | Mindy Kaling, Greg Daniels           | 8 października 2009  |
| 6 (106)  | „Mafia”                | Dave Rogers       | Brent Forrester                      | 15 października 2009 |
| 7 (107)  | „The Lover”            | Lee Eisenberg     | Gene Stupnitsky, Lee Eisenberg       | 22 października 2009 |
| 8 (108)  | „Koi Pond”             | Reggie Hudlin     | Warren Lieberstein, Halsted Sullivan | 29 października 2009 |
| 9 (109)  | „Double Date”          | Seth Gordon       | Charlie Grandy                       | 5 listopada 2009     |
| 10 (110) | „Murder”               | Greg Daniels      | Danny Chun                           | 12 listopada 2009    |
| 11 (111) | „Shareholders Meeting” | Charles McDougall | Justin Spitzer                       | 19 listopada 2009    |
| 12 (112) | „Scott’s Tots”         | B.J. Novak        | Lee Eisenberg, Gene Stupnitsky       | 3 grudnia 2009       |
| 13 (113) | „Secret Santa”         | Randall Einhorn   | Mindy Kaling                         | 10 grudnia 2009      |
| 14 (114) | „The Banker”           | Jeffrey Blitz     | Jason Kessler                        | 21 stycznia 2010     |
| 15 (115) | „Sabre”                | John Krasinski    | Jennifer Celotta                     | 4 lutego 2010        |
| 16 (116) | „Manager and Salesman” | Marc Webb         | Mindy Kaling                         | 11 lutego 2010       |
| 17 (117) | „The Delivery” część 1 | Seth Gordon       | Daniel Chun                          | 4 marca 2010         |
| 18 (118) | „The Delivery” część 2 | Harold Ramis      | Charlie Grandy                       | 4 marca 2010         |
| 19 (119) | „St. Patrick’s Day”    | Randall Einhorn   | Jonathan Hughes                      | 11 marca 2010        |
| 20 (120) | „New Leads”            | Brent Forrester   | Brent Forrester                      | 18 marca 2010        |
| 21 (121) | „Happy Hour”           | Matt Sohn         | B.J. Novak                           | 25 marca 2010        |
| 22 (122) | „Secretary’s Day”      | Steve Carell      | Mindy Kaling                         | 22 kwietnia 2010     |
| 23 (123) | „Body Language”        | Mindy Kaling      | Justin Spitzer                       | 29 kwietnia 2010     |
| 24 (124) | „The Cover-Up”         | Rainn Wilson      | Lee Eisenberg, Gene Stupnitsky       | 6 maja 2010          |
| 25 (125) | „The Chump”            | Randall Einhorn   | Aaron Shure                          | 13 maja 2010         |
| 26 (126) | „Whistleblower”        | Paul Lieberstein  | Warren Lieberstein, Halsted Sullivan | 20 maja 2010         |

## Seria 7 (2010–2011)[8]
| Nr       | Tytuł                                | Reżyseria         | Scenariusz                           | Premiera             |
| -------- | ------------------------------------ | ----------------- | ------------------------------------ | -------------------- |
| 1 (127)  | „Nepotism”                           | Jeffrey Blitz     | Danny Chun                           | 23 września 2010     |
| 2 (128)  | „Counseling”                         | Jeffrey Blitz     | B.J. Novak                           | 30 września 2010     |
| 3 (129)  | „Andy’s Play”                        | John Scott        | Charlie Grandy                       | 7 października 2010  |
| 4 (130)  | „Sex Ed”                             | Paul Lieberstein  | Paul Lieberstein                     | 14 października 2010 |
| 5 (131)  | „The Sting”                          | Randall Einhorn   | Mindy Kaling                         | 21 października 2010 |
| 6 (132)  | „Costume Contest”                    | Dean Holland      | Justin Spitzer                       | 28 października 2010 |
| 7 (133)  | „Christening”                        | Alex Hardcastle   | Peter Ocko                           | 4 listopada 2010     |
| 8 (134)  | „Viewing Party”                      | Ken Whittingham   | Jon Vitti                            | 11 listopada 2010    |
| 9 (135)  | „WUPHF.com”                          | Danny Leiner      | Aaron Shure                          | 18 listopada 2010    |
| 10 (136) | „China”                              | Charles McDougall | Warren Lieberstein, Halsted Sullivan | 2 grudnia 2010       |
| 11 (137) | „Classy Christmas” część 1           | Rainn Wilson      | Mindy Kaling                         | 9 grudnia 2010       |
| 12 (138) | „Classy Christmas” część 2           | Rainn Wilson      | Mindy Kaling                         | 9 grudnia 2010       |
| 13 (139) | „Ultimatum”                          | David Rogers      | Carrie Kemper                        | 20 stycznia 2011     |
| 14 (140) | „The Seminar”                        | B.J. Novak        | Steve Hely                           | 27 stycznia 2011     |
| 15 (141) | „The Search”                         | Michael Spiller   | Brent Forrester                      | 3 lutego 2011        |
| 16 (142) | „PDA”                                | Greg Daniels      | Robert Padnick                       | 10 lutego 2011       |
| 17 (143) | „Threat Level Midnight”              | Tucker Gates      | B.J. Novak                           | 17 lutego 2011       |
| 18 (144) | „Todd Packer”                        | Randall Einhorn   | Amelie Gillette                      | 24 lutego 2011       |
| 19 (145) | „Garage Sale”                        | Steve Carell      | Jon Vitti                            | 24 marca 2011        |
| 20 (146) | „Training Day”                       | Paul Lieberstein  | Daniel Chun                          | 14 kwietnia 2011     |
| 21 (147) | „Michael’s Last Dundies”             | Mindy Kaling      | Mindy Kaling                         | 21 kwietnia 2011     |
| 22 (148) | „Goodbye, Michael”                   | Paul Feig         | Greg Daniels                         | 28 kwietnia 2011     |
| 23 (149) | „The Inner Circle”                   | Matt Sohn         | Charlie Grandy                       | 5 maja 2011          |
| 24 (150) | „Dwight K. Schrute (Acting) Manager” | Troy Miller       | Justin Spitzer                       | 12 maja 2011         |
| 25 (151) | „Search Committee” część 1           | Jeffrey Blitz     | Paul Lieberstein                     | 19 maja 2011         |
| 26 (152) | „Search Committee” część 2           | Jeffrey Blitz     | Paul Lieberstein                     | 19 maja 2011         |

## Seria 8 (2011–2012)[9]
| Nr       | Tytuł                         | Reżyseria         | Scenariusz                           | Premiera             |
| -------- | ----------------------------- | ----------------- | ------------------------------------ | -------------------- |
| 1 (153)  | „The List”                    | B. J. Novak       | B. J. Novak                          | 22 października 2011 |
| 2 (154)  | „The Incentive”               | Charles McDougall | Paul Lieberstein                     | 29 września 2011     |
| 3 (155)  | „Lotto”                       | John Krasinski    | Charlie Grandy                       | 6 października 2011  |
| 4 (156)  | „Garden Party”                | David Rogers      | Justin Spitzer                       | 13 października 2011 |
| 5 (157)  | „Spooked”                     | Randall Einhorn   | Carrie Kemper                        | 27 października 2011 |
| 6 (158)  | „Doomsday”                    | Troy Miller       | Daniel Chun                          | 3 listopada 2011     |
| 7 (159)  | „Pam’s Replacement”           | Matt Sohn         | Allison Silverman                    | 10 listopada 2011    |
| 8 (160)  | „Gettysburg”                  | Jeffrey Blitz     | Robert Padnick                       | 17 listopada 2011    |
| 9 (161)  | „Mrs. California”             | Charlie Grandy    | Dan Greaney                          | 1 grudnia 2011       |
| 10 (162) | „Christmas Wishes”            | Ed Helms          | Mindy Kaling                         | 8 grudnia 2011       |
| 11 (163) | „Trivia”                      | B. J. Novak       | Steve Hely                           | 12 stycznia 2012     |
| 12 (164) | „Pool Party”                  | Charles McDougall | Owen Ellickson                       | 19 stycznia 2012     |
| 13 (165) | „Jury Duty”                   | Eric Appel        | Aaron Shure                          | 2 lutego 2012        |
| 14 (166) | „Special Project”             | David Rogers      | Amelie Gillette                      | 9 lutego 2012        |
| 15 (167) | „Tallahassee”                 | Matt Sohn         | Daniel Chun                          | 16 lutego 2012       |
| 16 (168) | „After Hours”                 | Brian Baumgartner | Halsted Sullivan, Warren Lieberstein | 23 lutego 2012       |
| 17 (169) | „Test the Store”              | Brent Forrester   | Mindy Kaling                         | 1 marca 2012         |
| 18 (170) | „Last Day in Florida”         | Matt Sohn         | Robert Padnick                       | 8 marca 2012         |
| 19 (171) | „Get the Girl”                | Rainn Wilson      | Charlie Grandy                       | 15 marca 2012        |
| 20 (172) | „Welcome Party”               | Ed Helms          | Steve Hely                           | 12 kwietnia 2012     |
| 21 (173) | „Angry Andy”                  | Claire Scanlon    | Justin Spitzer                       | 19 kwietnia 2012     |
| 22 (174) | „Fundraiser”                  | David Rogers      | Owen Ellickson                       | 26 kwietnia 2012     |
| 23 (175) | „Turf War”                    | Daniel Chun       | Warren Lieberstein, Halsted Sullivan | 3 maja 2012          |
| 24 (176) | „Free Family Portrait Studio” | B. J. Novak       | B. J. Novak                          | 10 maja 2012         |

## Seria 9 (2012–2013)[10]
| Nr       | Tytuł               | Reżyseria         | Scenariusz                           | Premiera             |
| -------- | ------------------- | ----------------- | ------------------------------------ | -------------------- |
| 1 (177)  | „New Guys”          | Greg Daniels      | Greg Daniels                         | 20 września 2012     |
| 2 (178)  | „Roy’s Wedding”     | Matt Sohn         | Allison Silverman                    | 27 września 2012     |
| 3 (179)  | „Andy’s Ancestry”   | David Rogers      | Jonathan Green, Gabe Miller          | 4 października 2012  |
| 4 (180)  | „Work Bus”          | Bryan Cranston    | Brent Forrester                      | 18 października 2012 |
| 5 (181)  | „Here Comes Treble” | Claire Scanlon    | Owen Ellickson                       | 25 października 2012 |
| 6 (182)  | „The Boat”          | John Krasinski    | Dan Sterling                         | 8 listopada 2012     |
| 7 (183)  | „The Whale”         | Rodman Flender    | Carrie Kemper                        | 15 listopada 2012    |
| 8 (184)  | „The Target”        | Brent Forrester   | Graham Wagner                        | 29 listopada 2012    |
| 9 (185)  | „Dwight Christmas”  | Charles McDougall | Robert Padnick                       | 6 grudnia 2012       |
| 10 (186) | „Lice”              | Rodman Flender    | Niki Schwartz-Wright                 | 10 stycznia 2013     |
| 11 (187) | „Suit Warehouse”    | Matt Sohn         | Dan Greaney                          | 17 stycznia 2013     |
| 12 (188) | „Customer Loyalty”  | Kelly Cantley     | Jonathan Green, Gabe Miller          | 24 stycznia 2013     |
| 13 (189) | „Junior Salesman”   | David Rogers      | Carrie Kemper                        | 31 stycznia 2013     |
| 14 (190) | „Vandalism”         | Lee Kirk          | Owen Ellickson                       | 31 stycznia 2013     |
| 15 (191) | „Couples Discount”  | Troy Miller       | Allison Silverman                    | 7 lutego 2013        |
| 16 (192) | „Moving On”         | Jon Favreau       | Graham Wagner                        | 14 lutego 2013       |
| 17 (193) | „The Farm”          | Paul Lieberstein  | Paul Lieberstein                     | 14 marca 2013        |
| 18 (194) | „Promos”            | Jennifer Celotta  | Tim McAuliffe                        | 4 kwietnia 2013      |
| 19 (195) | „Stairmageddon”     | Matt Sohn         | Dan Sterling                         | 11 kwietnia 2013     |
| 20 (196) | „Paper Airplane”    | Jesse Peretz      | Halsted Sullivan, Warren Lieberstein | 25 kwietnia 2013     |
| 21 (197) | „Livin’ the Dream”  | Jeffrey Blitz     | Niki Schwartz-Wright                 | 2 maja 2013          |
| 22 (198) | „A.A.R.M.” część 1  | David Rogers      | Brent Forrester                      | 9 maja 2013          |
| 23 (199) | „A.A.R.M.” część 2  | David Rogers      | Brent Forrester                      | 9 maja 2013          |
| 24 (200) | „Finale” część 1    | Ken Kwapis        | Greg Daniels                         | 16 maja 2013         |
| 25 (201) | „Finale” część 2    | Ken Kwapis        | Greg Daniels                         | 16 maja 2013         |